# Болат, Синан
Сина́н Бола́т (тур. и нидерл. Sinan Bolat; род. 3 сентября 1988, Кайсери) — турецкий и бельгийский футболист, вратарь клуба «Вестерло».
Чемпион Бельгии 2009 года, обладатель Кубка Бельгии 2011 года и обладатель Суперкубка Бельгии 2009 года.
Первый вратарь, забивший гол в Лиге чемпионов с игры.

## Карьера

### Клубная

#### «Генк»
В 17 лет молодой голкипер, воспитанник клуба «Мело» из Зонховена перешёл в «Генк». Перед началом сезона 2006/07 Синан был переведён в основной состав команды. Почти весь чемпионат он просидел на скамейке запасных и лишь в ничего не решающем матче последнего 34-го тура ему предоставили шанс проявить себя. Дебют во взрослом футболе получился для молодого вратаря не самым удачным, он пропустил 3 гола от игроков «Брюсселя» и «Генк» проиграл со счётом 1:3.
В следующем сезоне основным голкипером команды остался Логан Байи. Турецкий вратарь сыграл лишь в четырёх матчах, причём только в двух из них он выходил в стартовом составе и играл все 90 минут. Сезон 2008/09 Синан Болат также начал в «Генке». Однако, за полгода он не провёл на поле ни одной минуты. Зимой турка у которого летом заканчивался контракт продали в льежский «Стандард» всего за 150 тысяч евро.

#### «Стандард» (Льеж)
Со «Стандардом» Болат подписал контракт рассчитанный на четыре с половиной года. Молодой голкипер сразу же был включён в заявку клуба на Кубок УЕФА. Дебюта за свою новую команду Болат ждал почти 2 месяца и только 26 февраля 2009 года главный тренер «Стандарда» Ласло Бёлёни доверил ему место в воротах. Тогда в ответном матче 1/16 финала Кубка УЕФА Синан отыграл только первый тайм, в котором он сохранил свои ворота в неприкосновенности, после чего в перерыве был заменён на основного вратаря Рориса Арагона. После этого матча Синан вновь оказался на скамейке запасных. Только 5 апреля он провёл свой дебютный матч за «Стандард» в чемпионате Бельгии. Тогда его клуб обыграл «Жерминаль Беерсхот» со счётом 3:1. С этого момента турок стал основным вратарём команды. Перед последним туром у «Стандарда» 74 очка, столко же было и у «Андерлехта». «Андерлехт» уверенно переиграл бывший клуб Болата «Генк», а «Стандарду» предстоял матч с «Гентом». В самом конце первого тайма «Стандард» повёл в счёте благодаря голу Акселя Витселя, второй тайм также проходил без голов, пока на 90-й минуте «Стандард» не получил пенальти в свои ворота. Брайан Руис подошёл к точке, но Синан Болат выручил свою команду и отбил пенальти, в итоге льежский клуб выиграл матч и сравнялся по очкам с «Андерлехтом». Было назначено 2 матча за чемпионство. Первый матч завершился ничьей со счётом 1:1, а во втором «Стандард» одержал победу с минимальным счётом благодаря голу Акселя Витселя с пенальти. Таким образом, «красные» второй раз подряд стали чемпионами Бельгии. Всего в своём первом сезоне Синан Болат сыграл в 10-ти матчах, в которых пропустил всего 3 гола.
Свой второй сезон в Льеже Синан провёл в качестве основного голкипера команды. В начале сезона Синан выиграл ещё один трофей, в матче за Суперкубок «Стандард» обыграл его бывший клуб «Генк» со счётом 2:0. 16 сентября 2009 года в матче с лондонским «Арсеналом» голкипер дебютировал в Лиге чемпионов. В матче 6-го тура Лиги чемпионов с АЗ Синан Болат на 95-й минуте матча прибежал на подачу штрафного и забил гол головой, этот гол принёс его команде третье место и путёвку в Лигу Европы, а сам Болат стал первым вратарём, забившим гол в матче Лиги чемпионов с игры. В Лиге Европы бельгийцы прошли австрийский «Ред Булл» и греческий «Панатинаикос», но в четвертьфинале не смогли преодолеть «Гамбург». В чемпионате «Стандард» выступил не так удачно и занял лишь 8-е место.
Сезон 2010/11 прошёл для «Стандарда» без еврокубков, что позволило клубу сосредоточиться на внутренних розыгрышах. В матче 11-го тура чемпионата Бельгии с «Генком» вратарь получил жёлтую карточку за фол против Йелле Фоссена, а сразу же за ней и красную карточку за разговоры с судьёй уже на 33-й минуте матча. Пропустив один матч, Синан Болат вернулся в матче 13-го тура с «Брюгге». В самом конце первого тайма голкипер получил травму правого колена, из-за которой ему пришлось пропустить почти весь остаток сезона. Через несколько дней после матча Болату была проведена операция на колене. Свой первый матч после травмы Синан Болат провёл лишь 12 марта 2011 года в 29-м туре чемпионата против «Шарлеруа». Несмотря на отсутствие своего основного вратаря «Стандард» уже успел добраться до полуфинала Кубка Бельгии. Синан помог своему клубу в полуфинале пройти «Гент», а финале со счётом 2:0 обыграть «Вестерло». В чемпионате клуб занял 6-е место позволяющее принять участие в плей-офф за чемпионство. В плей-офф команда выступила удачно и заняла итоговое 2-е место, позволяющее в следующем сезоне начать борьбу с третьего раунда Лиги чемпионов.

#### Дальнейшая карьера
Летом 2013 года он перешел в португальский клуб «Порту».
После всего четырёх матчей во второй команде в первой половине сезона и никогда не выступал за основной состав, Синан был отдан в аренду в турецкий клуб первого дивизиона «Кайсериспор», клуб из своего родного города Кайсери, на вторую половину сезона 2013/14. Болат сыграл 14 матчей в составе «Кайсериспора». 1 июня 2014 года он вернулся в «Порту».
Болат был отдан в аренду в «Галатасарай» на сезон 2014/15. В следующем сезоне его отдали в аренду уже в «Брюгге». Болат отстоял только три игры в начале сентября 2015 года. После этого он был посажен на скамейку и больше за клуб не сыграл.
В сезоне 2016/17 был отдан в очередную аренду, на этот раз в португальский клуб «Насьонал (Фуншал)», который играл в высшей Португальской лиге. К концу января 2017 года он сыграл там только в кубковых матчах. В чемпионате он не входил в состав команды. В конце января 2017 года аренда закончилась, и он был отдан в следующию аренду на оставшуюся часть сезона в клуб «Арока», который также играл в Премьер-лиге в этом сезоне. Он сыграл в 13 из 15 матчей сезона за команду.
Летом 2017 года он окончательно покинул «Порту» и перешёл в бельгийский клуб «Антверпен». Там Болат стал основным вратарём команды и играл очень уверенно, что даже получил вызов в сборную Турции осенью 2018.

### В сборной
Синан Болат на уровне юношеских сборных защищал цвета Бельгии. На его счету 3 матча за сборную Бельгии до 17 лет проведённых в отборочном турнире чемпионата Европы 2005 года, и 7 матчей за сборную Бельгии до 19 лет. Однако, на уровне молодёжных сборных Синан принял решение защищать цвета сборной Турции, за которую в 2009 году он сыграл 2 матча. Ещё в 2008 году Синан был в заявке сборной Турции на Тулонский турнир, однако все 3 матча своей сборной он просидел на скамейке запасных.
Свой первый вызов в главную сборную Турции Синан получил в июне 2009 года на матч со сборной Азербайджана. В том матче он так и не вышел на поле. Вскоре Синан стал получать вызовы на матчи отборочного турнира к чемпионату мира 2010 года и отборочного турнира чемпионата Европы 2012 года. Но свой первый матч за сборную Синан сыграл лишь 10 августа 2011 года против сборной Эстонии, который завершился разгромной победой турок со счётом 3:0. Спустя два месяца, 11 октября, главный тренер сборной Турции Гус Хиддинк выпустил Синана в стартовом составе, в последнем матче отборочного турнира чемпионата Европы 2012 года со сборной Азербайджана. Болат вновь не пропустил голов и его сборная выиграла со счётом 1:0, завоевав место в стыковых матчах. В стыковых матчах турки попали на сборную Хорватии. В первом матче в Стамбуле ворота защищал Волкан Демирель и сборная Турции проиграла со счётом 0:3. В ответном матче Хиддинк доверил место в воротах Синану и он вновь не пропустил голов. Однако, матч закончился со счётом 0:0, что не позволило туркам выйти в финальную стадию.
В период с мая 2013 года по сентябрь 2018 года он не входил в состав сборной до тех пор, пока 10 сентября 2018 года Болат не вернулся в ворота национальной команды в матче Лиги наций УЕФА против шведов.

## Достижения
«Генк»
- Серебряный призёр чемпионата Бельгии: 2007

«Стандард» (Льеж)
- Чемпион Бельгии: 2008/09
- Серебряный призёр чемпионата Бельгии: 2010/11
- Обладатель Кубка Бельгии: 2011
- Обладатель Суперкубка Бельгии: 2009
- Итого: 3 трофея

## Клубная статистика
| Клуб                       | Сезон   | Чемпионат | Чемпионат | Кубок | Кубок | Остальные | Остальные | Еврокубки | Еврокубки | Всего | Всего |
| Клуб                       | Сезон   | Матчи     | Голы      | Матчи | Голы  | Матчи     | Голы      | Матчи     | Голы      | Матчи | Голы  |
| -------------------------- | ------- | --------- | --------- | ----- | ----- | --------- | --------- | --------- | --------- | ----- | ----- |
| Генк                       | 2006/07 | 1         | 0         | 1     | 0     | 0         | 0         | 0         | 0         | 2     | 0     |
| Генк                       | 2007/08 | 4         | 0         | 0     | 0     | 0         | 0         | 0         | 0         | 4     | 0     |
| Генк                       | Всего   | 5         | 0         | 1     | 0     | 0         | 0         | 0         | 0         | 6     | 0     |
| Стандард (Льеж)            | 2008/09 | 7         | 0         | 0     | 0     | 2         | 0         | 1         | 0         | 10    | 0     |
| Стандард (Льеж)            | 2009/10 | 27        | 0         | 1     | 0     | 5         | 0         | 12        | 1         | 45    | 1     |
| Стандард (Льеж)            | 2010/11 | 14        | 0         | 3     | 0     | 10        | 0         | —         | —         | 27    | 0     |
| Стандард (Льеж)            | 2011/12 | 28        | 0         | 2     | 0     | 6         | 0         | 13        | 0         | 49    | 0     |
| Стандард (Льеж)            | 2012/13 | 0         | 0         | 0     | 0     | 0         | 0         | —         | —         | 0     | 0     |
| Стандард (Льеж)            | Всего   | 76        | 0         | 6     | 0     | 23        | 0         | 26        | 1         | 131   | 1     |
| Порту                      | 2013/14 | 0         | 0         | 0     | 0     | 0         | 0         | 0         | 0         | 0     | 0     |
| Всего                      | 0       | 0         | 0         | 0     | 0     | 0         | 0         | 0         | 0         | 0     | 0     |
| Кайсериспор (аренда)       | 2013/14 | 14        | 0         | —     | —     | —         | —         | —         | —         | 14    | 0     |
| Всего                      | 14      | 0         | —         | —     | —     | —         | —         | —         | 14        | 0     | 0     |
| Галатасарай (аренда)       | 2014/15 | 2         | 0         | 9     | 0     | 0         | 0         | 1         | 0         | 12    | 0     |
| Всего                      | 2       | 0         | 9         | 0     | 0     | 0         | 1         | 0         | 12        | 0     | 0     |
| Брюгге (аренда)            | 2015/16 | 3         | 0         | 0     | 0     | 0         | 0         | 2         | 0         | 5     | 0     |
| Брюгге (аренда)            | Всего   | 3         | 0         | 0     | 0     | 0         | 0         | 2         | 0         | 5     | 0     |
| Насьонал (Фуншал) (аренда) | 2016/17 | 0         | 0         | 0     | 0     | 0         | 0         | 0         | 0         | 0     | 0     |
| Всего                      | 0       | 0         | 0         | 0     | 0     | 0         | 0         | 0         | 0         | 0     | 0     |
| Арока (аренда)             | 2016/17 | 13        | 0         | 0     | 0     | 0         | 0         | 0         | 0         | 0     | 0     |
| Арока (аренда)             | Всего   | 13        | 0         | 0     | 0     | 0         | 0         | 0         | 0         | 0     | 0     |
| Антверпен                  | 2017/18 | 29        | 0         | 2     | 0     | 8         | 0         | 0         | 0         | 39    | 0     |
| Антверпен                  | 2018/19 | 30        | 0         | 1     | 0     | 11        | 0         | 0         | 0         | 42    | 0     |
| Антверпен                  | 2019/20 | 27        | 0         | 5     | 0     | 0         | 0         | 4         | 0         | 36    | 0     |
| Антверпен                  | Всего   | 86        | 0         | 8     | 0     | 19        | 0         | 4         | 0         | 117   | 0     |
| Всего                      | Всего   | 199       | 0         | 24    | 0     | 42        | 0         | 33        | 1         | 298   | 1     |

## Международная статистика
| №  | Дата             | Место проведения | Оппонент             | Счёт | Пропущенные голы | Турнир                    |
| 1  | 10 августа 2011  | Стамбул          | Эстония              | 3:0  | -                | Товарищеский матч         |
| 2  | 11 октября 2011  | Стамбул          | Азербайджан          | 1:0  | -                | Отборочный матч к ЧЕ 2012 |
| 3  | 15 ноября 2011   | Загреб           | Хорватии             | 0:0  | -                | Отборочный матч к ЧЕ 2012 |
| 4  | 29 февраля 2012  | Бурса            | Словакия             | 1:2  | 2                | Товарищеский матч         |
| 5  | 28 мая 2013      | Дуйсбург         | Латвия               | 3:3  | 1                | Товарищеский матч         |
| 6  | 31 мая 2013      | Билефельд        | Словения             | 0:2  | 2                | Товарищеский матч         |
| 7  | 10 сентября 2018 | Сольна           | Швеция               | 3:2  | 2                | Лига наций УЕФА 2018/2019 |
| 8  | 11 октября 2018  | Ризе             | Босния и Герцеговина | 0:0  | -                | Товарищеский матч         |
| 9  | 14 октября 2018  | Сочи             | Россия               | 0:2  | 2                | Лига наций УЕФА 2018/2019 |
| 10 | 17 ноября 2018   | Конья            | Швеция               | 0:1  | 1                | Лига наций УЕФА 2018/2019 |
| 11 | 20 ноября 2018   | Анталья          | Украина              | 0:0  | -                | Товарищеский матч         |
| 12 | 2 июня 2019      | Аланья           | Узбекистан           | 2:0  | -                | Товарищеский матч         |

Итого: 12 матчей / 10 пропущенных гола; 4 победы, 4 ничьих, 4 поражения.
| № | Дата            | Место проведения | Оппонент | Счёт | Пропущенные голы | Турнир            |
| 1 | 10 февраля 2009 | Измир            | Украина  | 2:2  | 1                | Товарищеский матч |
| 2 | 12 августа 2009 | Киев             | Украина  | 0:1  | 1                | Товарищеский матч |

Итого: 2 матча / 2 пропущенных гола; 1 ничья, 1 поражение.
| № | Дата            | Место проведения     | Оппонент             | Счёт | Пропущенные голы | Турнир                     |
| 1 | 19 октября 2004 | Босния и Герцеговина | Латвия               | 1:1  | 1                | Отборочный матч к ЮЧЕ 2005 |
| 2 | 21 октября 2004 | Босния и Герцеговина | Босния и Герцеговина | 1:1  | 1                | Отборочный матч к ЮЧЕ 2005 |
| 3 | 21 октября 2004 | Босния и Герцеговина | Франция              | 0:2  | 2                | Отборочный матч к ЮЧЕ 2005 |

Итого: 3 матча / 4 пропущенных гола; 2 ничьих, 1 поражение.
| Год   | Отборочные матчи ЧЕ | Отборочные матчи ЧЕ | Товарищеские матчи | Товарищеские матчи | Итого | Итого |
| Год   | Игры                | Голы                | Игры               | Голы               | Игры  | Голы  |
| ----- | ------------------- | ------------------- | ------------------ | ------------------ | ----- | ----- |
| 2011  | 2                   | 0                   | 1                  | 0                  | 3     | 0     |
| 2012  | 0                   | 0                   | 1                  | -2                 | 1     | -2    |
| Итого | 2                   | 0                   | 2                  | -2                 | 4     | -2    |